# Бейт Шеан
Бейт-Шеан (на иврит: בית שאן; на арабски: بيت شان или بيسان) е град в Северен Израел. Разположен е в Йорданската долина на около 20 km на юг от Тивериадското езеро. Днес древният Бейт-Шеан има 16,8 хил. жители.

## Национален парк Скифополис
В града е обособен национален парк на мястото на археологическите разкопки на древния Бейт-Шеан – Скифополис, който е един от градовете на Декаполиса от елинистичната епоха, които впоследствие са обединени от Гней Помпей в самостоятелна римска административна единица.
Археологическият комплекс включва римски театър, терми, колонадите на улиците Кардо и Декуманус, където били разположени античните лавки, покрити наполовина с мозайки. От дясната страна колоните на Кардо (днес Паладиус) завършват с капители от йонийски стил, а от лявата – от коринтски. Колоните на театъра също са увенчани с капители от коринтския ордер.

## Галерея
- Древният Бейт-Шеан. Изглед от хълма
- Сцената на римския театър
- Римският театър
- Сцената на римския театър с коринтските капители
- Колона с капители в коринтски стил
- Капител от коринтски тип на улица Паладиус
- Термите на Бейт-Шеан
- Паладиус
- Декуманус
- Паднала колона